# Dronning Margrethe II som ung
|  | Denne artikel er oprettet af botten Steenthbot ud fra en ekstern database. Den kan derfor have sproglige fejl eller mangler. Denne skabelon kan fjernes efter kontrol af indholdet. |

Dronning Margrethe II som ung er en dansk dokumentarisk optagelse fra 1955.

## Handling
En række klip og råoptagelser med den kongelige familie fra årene omkring 1945-1955 (ligger ikke kronologisk):
Kongeparret og prinsesse Margrethe ankommer i bil til Christiansborg, formentlig Folketingets åbning. Kongeparret og de tre prinsesser drikker te på Amalienborg (optagelsen er med i "Danmarks Konge" fra 1957). Kongeskibet Dannebrog med hele familien ombord lægger til kaj i Haderslev og modtages af byens borgere. Kongefamilien besøger Christiansfeld. Klip til fødselar Kong Chr. X med sin familie på Amalienborgs balkon - kongen fylder 75 år. Folket hylder ham med flag, hele København er udsmykket. Kransenedlæggelse ved mindesmærke. Langelinie: kongeligt besøg fra Norge, karetoptog gennem byen. Klip til kongeskibet Dannebrog - den kongelige familie lægger til i Sønderborg. Flyvepladsen i Narsarsuaq i Sydgrønland: Kong Frederik IX vinker til lettende fly. Langelinie: Dronning Ingrid og tre forventningsfulde prinsesser tager imod kongen. Klip til Gråsten Slot, hvor prinsesserne og Dronningen er iført grønlandske klædedragter.
Nogle af optagelserne ses også i 'Danmarks konge'.

## Medvirkende
- Dronning Margrethe II
- Kong Frederik IX
- Dronning Ingrid
- Kong Christian X
- Dronning Alexandrine
- Prinsesse Benedikte
- Prinsesse Anne-Marie